# Bezirk Bialystok

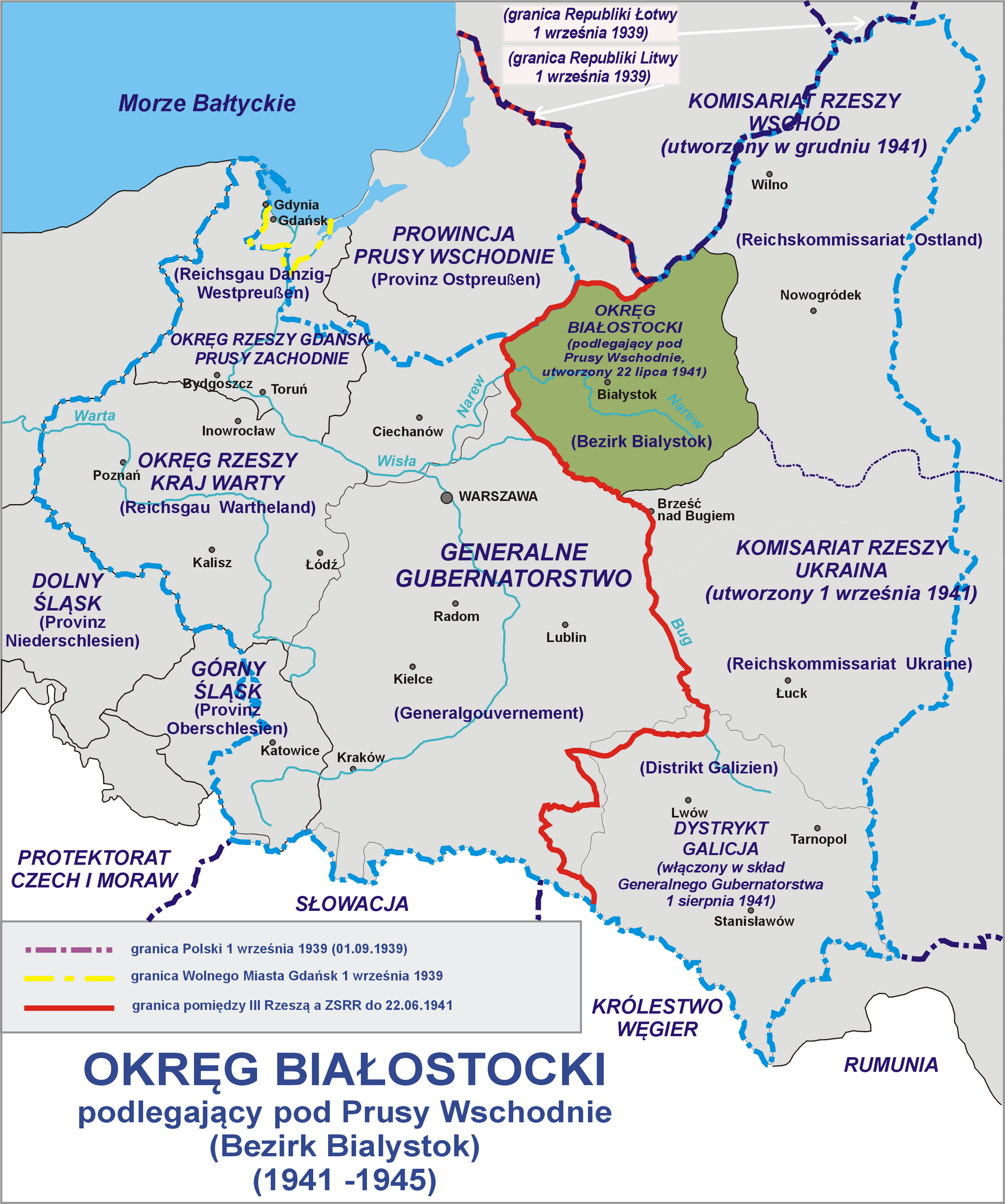
Bezirk Bialystok

Der Bezirk Bialystok war eine Verwaltungseinheit während der deutschen Besetzung  Polens im Zweiten Weltkrieg. Er lag südöstlich Ostpreußens, im Nordosten des heutigen Polen und zu einem kleineren Teil im angrenzenden Weißrussland. Das Gebiet lag östlich der sogenannten deutsch-sowjetischen Interessengrenze. Knapp vier Wochen nach Unterzeichnung des Deutsch-sowjetischen Nichtangriffspakts wurde es nach der Sowjetischen Besetzung Ostpolens im September 1939 in die Weißrussische Sozialistische Sowjetrepublik eingegliedert. Nach dem Beginn des Deutsch-Sowjetischen Krieges im Juni 1941 wurde dieser nunmehr westliche Teil Weißrusslands, der bis 1939 zum polnischen Staat gehört hatte, CdZ-Gebiet. Dieses Gebiet stand als Bezirk Bialystok von 1941 bis 1944/45 unter deutscher Herrschaft, jedoch ohne förmlich in das Deutsche Reich eingegliedert zu werden. Im Gegensatz zu den anderen Gebieten östlich der deutsch-sowjetischen Interessengrenze, die die Sowjetunion während des Zweiten Weltkriegs annektiert hatte, kam der Großteil des Gebietes 1945 an Polen zurück.

## Geschichte
Nach dem deutschen Überfall auf die Sowjetunion ordnete der erste Erlass über die Einführung der Zivilverwaltung in den neu besetzten Ostgebieten vom 17. Juli 1941 die Übernahme der Zivilverwaltung im Bezirk Bialystok an. Dessen Grenze verlief von der Südostspitze Ostpreußens (Suwalki-Zipfel) den Njemen entlang bis Mosty (ausschließlich Grodno), einschließlich Wolkowysk und Pruschany bis zum Bug westlich Brest und von dort entlang der bisherigen Grenzen zum Generalgouvernement und zu Ostpreußen. Die Übergabe des Bezirks Bialystok erfolgte am 1. August 1941; gleichzeitig schied er aus dem Operationsgebiet des Heeres aus, und Teile ostwärts der bisherigen Grenze zur Sowjetunion wurden als neuer Amtsbezirk Troszyn dem Landkreis Scharfenwiese angegliedert. Damit erhielt die Stadt Scharfenwiese nunmehr etwas mehr „Hinterland“ in östlicher Richtung.
Sitz der Verwaltung des Bezirkes Bialystok war die Stadt Białystok. Zunächst zum Zivilkommissar und dann zum Chef der Zivilverwaltung in Białystok wurde der ostpreußische Oberpräsident und Gauleiter Erich Koch aus Königsberg (Preußen) ernannt.
Zum 1. November 1941 trat die Stadt Grodno nebst Umfeld vom Reichskommissariat Ostland zum Bezirk Bialystok. Zum 20. Oktober 1943 wurde die Südgrenze des Landkreises Sudauen in der Provinz Ostpreußen zum Bezirk Bialystok begradigt und auf die Nordseite des Augustów-Kanals zurückverlegt. Im Juli/August 1944 wurde der Bezirk Bialystok bis zur Narew-Biebrza-Linie von Osten her durch Truppen der Roten Armee besetzt. Die Behörde des Chefs der Zivilverwaltung wurde nach Bartenstein verlegt.
Im Januar 1945 besetzte die Rote Armee die letzten Teile des Bezirks Bialystok, d. h. den Restteil der Landkreise Lomscha und Grajewo.

## Verwaltungsgliederung
Der ca. 31.000 km² große Bezirk Bialystok umfasste zunächst den Stadtkreis Białystok und die Landkreise Augustowo, Białystok, Bielsk, Grajewo, Lomscha, Pruzana, Sokolka und Wolkowysk. Am 1. September 1941 wurde u. a. das Gebiet um Grodno in das Reichskommissariat Ostland integriert. Der Erlass über die Abgrenzung des Bezirkes Bialystok vom 18. September 1941 trennte das Gebiet um Grodno vom Reichskommissariat Ostland ab und gliederte es am 1. November 1941 in den Bezirk Bialystok ein.
Danach trat eine Neugliederung der Kreise in Kraft. Der Landkreis Augustowo wurde auf die Landkreise Grajewo und Grodno aufgeteilt, der Landkreis Pruzana wurde mit dem Landkreis Bielsk vereinigt. Am 20. Oktober 1943 wurde die Grenze zum ostpreußischen Landkreis Sudauen, Regierungsbezirk Gumbinnen, zugunsten des Bezirkes Bialystok begradigt. Weitere Gebietsveränderungen fanden bis Kriegsende nicht mehr statt.

## Amtschef
- Waldemar Magunia (Juni 1941 bis Januar 1942)
- Fritz Brix (Januar 1942–1945)[1]

## Bevölkerung
Der Bezirk Bialystok hatte zu Beginn 1.382.000 Einwohner. Hiervon waren 830.000 polnischer, 300.000 weißruthenischer (weißrussischer), 200.000 ukrainischer, 50.000 jüdischer und 2.000 deutscher Herkunft.

## Auf dem Weg zur vollständigen Eingliederung
Seit dem 1. Januar 1942 galt als alleiniges gesetzliches Zahlungsmittel die Reichsmark. Zum 1. April 1942 wurde das deutsche Post- und Fernmelderecht eingeführt. Der Bezirk Bialystok gehörte nun zur Reichspostdirektion Gumbinnen. Ab 1. August 1942 galt das ostpreußische Kennzeichen I C für Kraftfahrzeuge. Seit dem 1. November 1942 galt im gesamten Bezirk das deutsche bürgerliche, Straf- und Strafverfahrensrecht. Dementsprechend wurden Amtsgerichte in Białystok und Grodno unter dem Landgericht Bialystock gebildet, das dem Oberlandesgericht Königsberg (Pr) nachgeordnet war, sowie zusätzlich das Sondergericht Bialystok. Zum 1. Dezember 1942 wurde der allgemeine (Reichs-)Postdienst übernommen. Ostpreußen und der Bezirk Bialystok erhielten später gemeinsam die Postleitzahl 5 b. Am 1. Mai 1943 wurde für die nicht reichsdeutschen Bewohner des Bezirks Bialystok eine zweijährige Dienstleistungspflicht eingeführt, unter der Zuständigkeit der Arbeitsämter. Zuletzt wurden ab 1. November 1943 auch die Vorschriften über die Hitler-Jugend (HJ) noch eingeführt, unter der Leitung des Führers des Gebietes Ostpreußen der HJ.

## Ortsnamen
Wesentliche Umbenennungen außer lautlichen Angleichungen wie zum Beispiel Łomża/Lomscha sind nicht mehr durchgeführt worden.

## Kreise im Bezirk Bialystok 1944

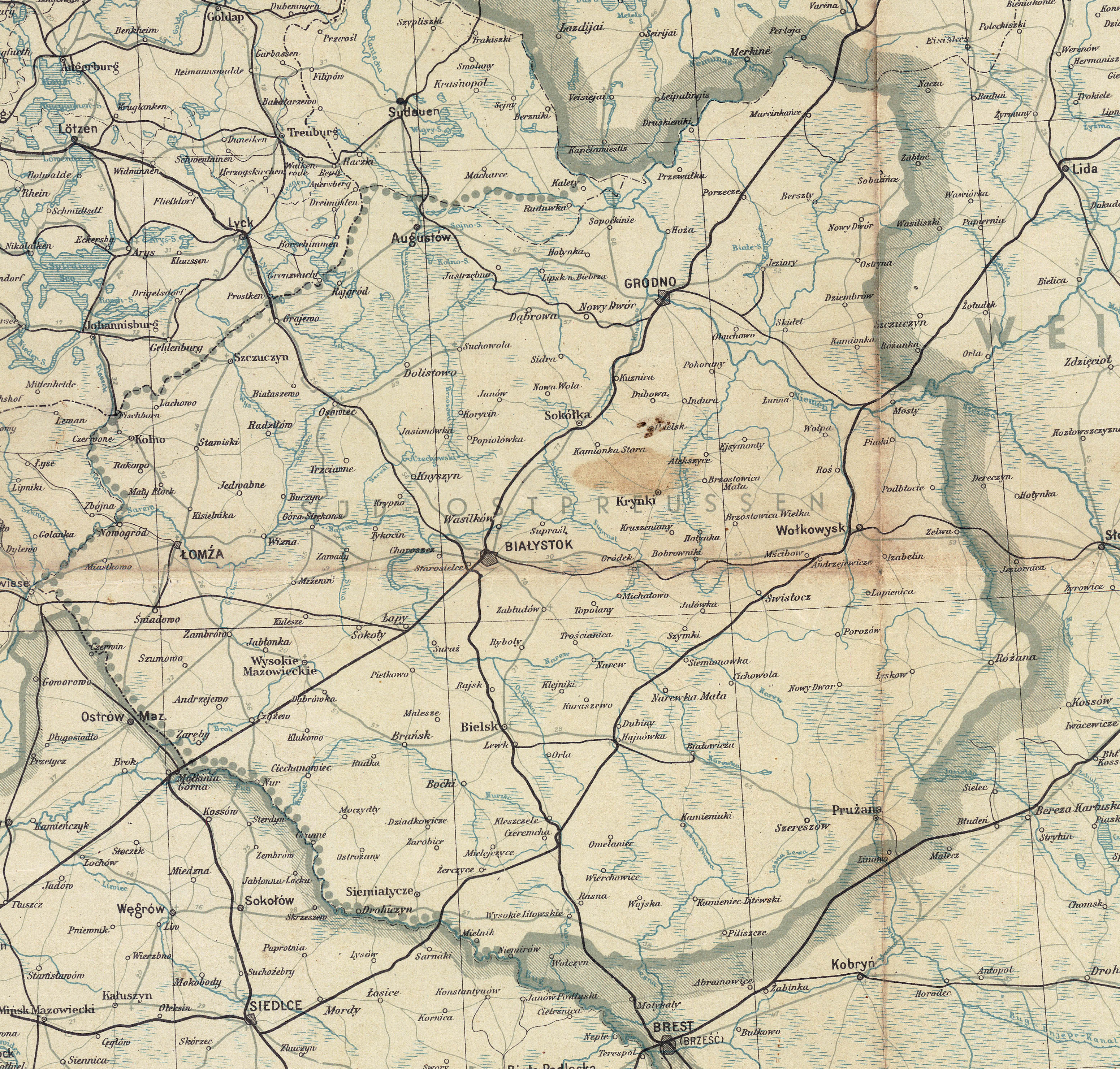
Karte des Bezirks Bialystok (hier als Süd-Ostpreußen bezeichnet), gedruckt im Juli 1944

### Stadtkreis
1. Białystok

### Landkreise
1. Białystok
2. Bielsk
3. Grajewo
4. Grodno
5. Lomscha
6. Sokolka
7. Wolkowysk